# Jacky Rosen
Pour les articles homonymes, voir Rosen.
Jacklyn Sheryl Rosen, dite Jacky Rosen, née Spektor le 2 août 1957 à Chicago, est une femme politique américaine, membre du Parti démocrate et sénatrice du Nevada au Congrès des États-Unis depuis 2019.
Succédant à Joe Heck à la Chambre des représentants des États-Unis à la suite des élections de 2016, elle remporte la nomination de son parti pour le Sénat des États-Unis pour les élections de 2018. Élue face au sortant Dean Heller, membre du Parti républicain, elle prend ses fonctions le 3 janvier 2019.

## Biographie

### Formation
Jacky Rosen naît et grandit à Chicago, dans l'Illinois. Elle étudie la psychologie à l'université du Minnesota, d'où elle est diplômée en 1979.

### Carrière privée
Rosen rejoint alors sa famille récemment installée à Las Vegas. Elle travaille alors dans l'informatique et devient développeur,.
De 2013 à 2016, elle préside sa synagogue à Henderson, une congrégation réformée Ner Tamid,.

### Engagement politique

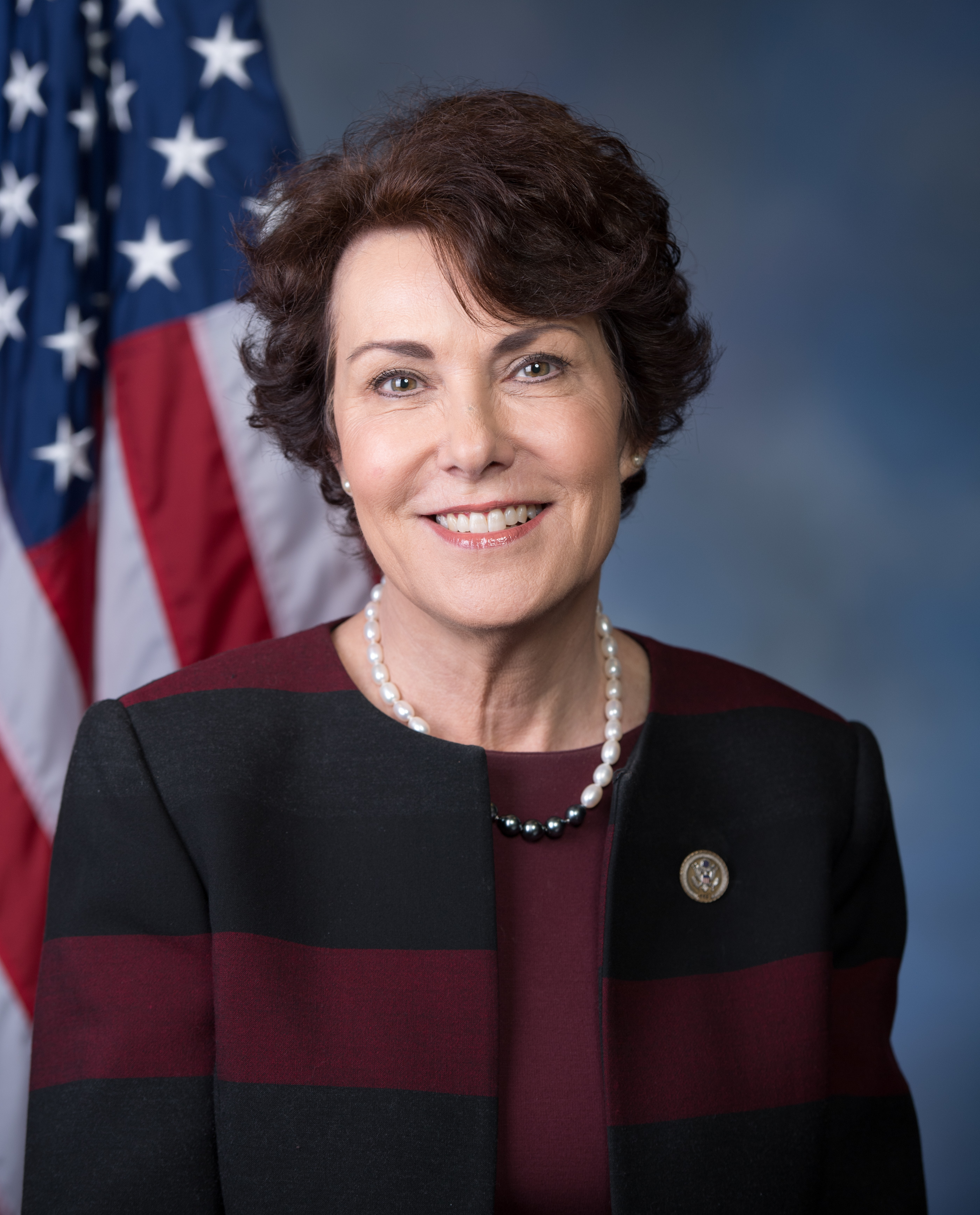
Portrait officiel de Jacky Rosen à la Chambre des représentants (2020).

Lors des élections de 2016, elle se présente à la Chambre des représentants des États-Unis dans le 3e district congressionnel du Nevada, au sud de Las Vegas. Le sortant, Joe Heck, membre du Parti républicain, est candidat au Sénat des États-Unis contre Catherine Cortez Masto, anciennement procureur général d'État et nommée du Parti démocrate. Bien que peu connue, Rosen reçoit le soutien du sénateur des États-Unis pour le Nevada Harry Reid et remporte la primaire démocrate avec 62 % des suffrages. Son plus proche adversaire est l'avocat Jesse Sbaih à 13 %.
Lors de l'élection, elle affronte le républicain Danny Tarkanian. L'élection est considérée comme serrée dans un district comptant presque autant de démocrates que de républicains,. Durant la campagne, Rosen décrit son opposant comme un « radical du Tea Party ». Elle est élue représentante fédérale avec 47,2 % des voix devant Tarkanian (45,9 %).
En juillet 2017, elle annonce sa candidature au Sénat des États-Unis face au sortant Dean Heller, membre du Parti républicain. Heller et Rosen gagnent la nomination de leurs partis ; il obtient plus de 69,9 % des suffrages et elle plus de 77,1 % dans leurs primaires respectives. Au soir de l'élection générale, elle bat Dean Heller en arrivant en tête du scrutin avec 50 % des voix.
Candidate à un second mandat dans le cadre des élections de 2024, elle remporte très largement la primaire démocrate puis s'impose de justesse contre Sam Brown, son adversaire républicain, lors de l'élection générale,.